# Seznam olympijských medailistů v jezdectví – drezúra družstva

## Drezura- družstva
- Do programu olympijských her zařazena tato disciplína od roku 1928.

| Rok      | Zlato                            | Stříbro                          | Bronz                          |
| -------- | -------------------------------- | -------------------------------- | ------------------------------ |
| LOH 1928 | · Německo (GER)                  | · Švédsko (SWE)                  | · Nizozemsko (NED)             |
| LOH 1932 | · Francie (FRA)                  | · Švédsko (SWE)                  | · Spojené státy americké (USA) |
| LOH 1936 | · Německo (GER)                  | · Francie (FRA)                  | · Švédsko (SWE)                |
| LOH 1948 | · Francie (FRA)                  | · Spojené státy americké (USA)   | · Portugalsko (POR)            |
| LOH 1952 | · Švédsko (SWE)                  | · Švýcarsko (SUI)                | · Německo (GER)                |
| LOH 1956 | · Švédsko (SWE)                  | · Tým sjednoceného Německa (EUA) | · Švýcarsko (SUI)              |
| LOH 1960 | nezařazeno                       | nezařazeno                       | nezařazeno                     |
| LOH 1964 | · Tým sjednoceného Německa (EUA) | · Švýcarsko (SUI)                | · Sovětský svaz (URS)          |
| LOH 1968 | · Západní Německo (FRG)          | · Sovětský svaz (URS)            | · Švýcarsko (SUI)              |
| LOH 1972 | · Sovětský svaz (URS)            | · Západní Německo (FRG)          | · Švédsko (SWE)                |
| LOH 1976 | · Západní Německo (FRG)          | · Švýcarsko (SUI)                | · Spojené státy americké (USA) |
| LOH 1980 | · Sovětský svaz (URS)            | · Bulharsko (BUL)                | · Rumunsko (ROU)               |
| LOH 1984 | · Západní Německo (FRG)          | · Švýcarsko (SUI)                | · Švédsko (SWE)                |
| LOH 1988 | · Západní Německo (FRG)          | · Švýcarsko (SUI)                | · Kanada (CAN)                 |
| LOH 1992 | · Německo (GER)                  | · Nizozemsko (NED)               | · Spojené státy americké (USA) |
| LOH 1996 | · Německo (GER)                  | · Nizozemsko (NED)               | · Spojené státy americké (USA) |
| LOH 2000 | · Německo (GER)                  | · Nizozemsko (NED)               | · Spojené státy americké (USA) |
| LOH 2004 | · Německo (GER)                  | · Španělsko (ESP)                | · Spojené státy americké (USA) |
| LOH 2008 | · Německo (GER)                  | · Nizozemsko (NED)               | · Dánsko (DEN)                 |
| LOH 2012 | · Velká Británie (GBR)           | · Německo (GER)                  | · Nizozemsko (NED)             |
| LOH 2016 | · Německo (GER)                  | · Velká Británie (GBR)           | · Spojené státy americké (USA) |
| LOH 2020 | · Německo (GER)                  | · Spojené státy americké (USA)   | · Velká Británie (GBR)         |
| LOH 2024 | · Německo (GER)                  | · Dánsko (DEN)                   | · Velká Británie (GBR)         |